# Panorama de Racławice
El Panorama de Racławice (polonès: Panorama Racławicka) és una pintura panoràmica monumental (15 x 120 m = 1710 m²) que representa la batalla de Racławice, en la qual el 1794 l'exèrcit polonès liderat pel general Tadeusz Kościuszko va vèncer l'exèrcit rus.
Actualment el panorama es troba a Breslau (Polònia) i és una de les atraccions turístiques més importants de la ciutat. La pintura panoràmica està disposada circularment, girant 360°. L'espectador, des del centre, pot contemplar diverses escenes bèl·liques, les quals adquireixen un especial realisme i relleu degut a l'aconseguida perspectiva de la pintura més l'efecte addicional generat per la llum i una decoració artificial col·locada al peu de la llarga pintura, que s'estén fins a difuminar-se i confòndre's amb la pintura mateixa.

## Història

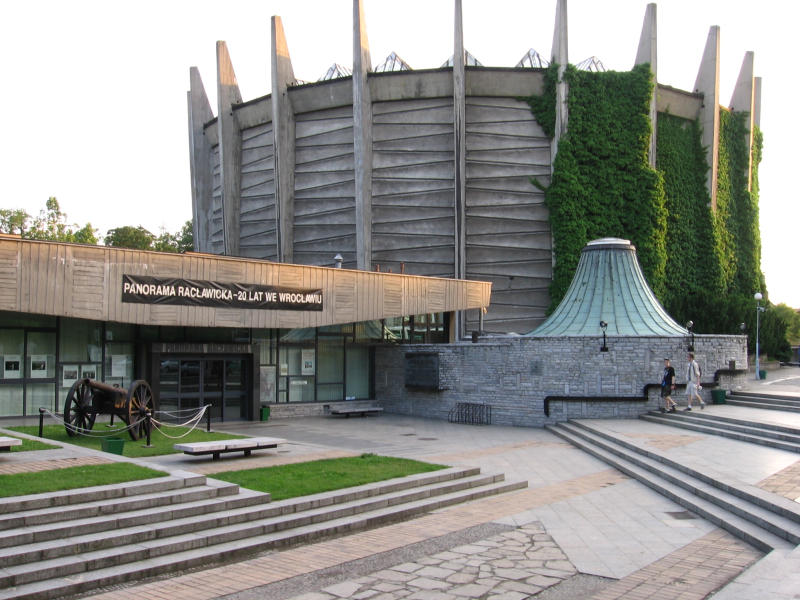
Edifici que allotja el panorama, Breslau

Concebuda com una manifestació patiòtrica per commemorar el centenari de la batalla de Racławice, la pintura va ser presentada al públic el 5 de juny de 1894 com a peça d'una Exposició Nacional organitzada a la ciutat de Lviv (avui dia part d'Ucraïna).
La idea de la creació del panorama cal atribuir-la al popular pintor Jan Styka (1858–1925), el qual es va posar amb contacte amb el popular pintor de batalles Wojciech Kossak (1857–1942) per concretar el projecte. L'obra d'art va ser finalitzada després amb l'ajuda dels pintors Teodor Axentowicz, Ludwig Boller, Tadeusz Popiel, Zygmunt Rozwadowski, Michał Sozański, Włodzimierz Tetmajer i Wincent Wodzinowski. La immensa pintura va ser finalitzada després de 9 mesos de treball entre l'agost de 1893 i el maig de 1894.
La pintura va ser durant molt de temps una de les atraccions turístiques més populars de Lviv i no va ser fins passada la Segona Guerra Mundial, el 1946, que l'obra va ser traslladada a Breslau, on va romandre molts anys amagada per por que la pintura, que representa la derrota de l'exèrcit rus, pogués enterbolir les relacions diplomàtiques entre Polònia i la Unió Soviètica. Quan la situació política ho va permetre, el 1980, el panorama va veure novament la llum. La pintura va ser exposada en un edifici dissenyat per l'arquitecte Marek Dziekoński el 1968 però no finalitzat fins als anys 1980 degut a entrebancs financers i polítics. La inauguració oficial del museu va tenir lloc el 14 de juny de 1985 i des d'aleshores, el Panorama de Racławice ha estat i continua sent una de les exposicions més visitades de tot Polònia. Només a l'agost del 1987 un milió de persones havien visitat ja el panorama i el setembre de 2004 la xifra havia ascendit a sis milions. Entre les personalitats més conegudes que han visitat el panorama destaquen el papa Joan Pau II, la reina Beatriu I dels Països Baixos i el Premi Nobel de Literatura Czesław Miłosz.

## Sobre el contingut del Panorama
El contingut de la pintura, la batalla de Racławice, és un famós episodi de la sublevació de Kościuszko, un heroic però malgrat tot fallit intent de defensar la independència de Polònia respecte de Rússia. La batalla es va desencadenar el 4 d'abril de 1794 entre l'exèrcit rus comandat pel general Aleksandr Tormàssov, per una banda; i les forces regulars sublevades comandades pel genaral Kościuszko (1746 – 1817) més voluntaris polonesos, per l'altra. Malgrat l'èpica victòria de les forces sublevades, Polònia va perdre finalment la guerra, desapareixent del mapa polític d'Europa durant 123 anys. Perduda la independència, la gloriosa victòria de Racławice va restar sempre un record molt important de la memòria col·lectiva de la nació polonesa.